# NHKニュース イブニング宮崎
『NHKニュース イブニング宮崎』（エヌエイチケイニュース イブニングみやざき）は、2015年3月30日から2022年4月1日まで7年間、NHK宮崎放送局がNHK総合テレビで生放送していた宮崎県向けのローカルワイドニュース番組である。ハイビジョン制作。

## 概要
- 2008年3月31日から2015年3月27日まで7年間に生放送された『ニュースWAVE宮崎』の後番組としてスタート。

- 本番組の開始により、2013年度以来2年ぶりに再び10分拡大し50分番組になった。

- 月曜日にはスポーツニュースコーナー「てげスポ」を、料理コーナー「宮崎を食べよう」を、月2回金曜日には「おでかけ情報」を放送する。

- 番組後半、2020年9月25日まで18:52からは東京から本番組の時間帯に関東地方で放送されている『首都圏ネットワーク』の中の「全国の気象情報」コーナー（任意ネット）を同時ネットし、18:54からは再び宮崎から気象情報と予告を伝えた。

- 2015年11月4日から11月6日まで、通常の第1スタジオからの放送ではなく「キャラバンin都城」というタイトルで都城市内から生放送した。環霧島地域のニュースと話題を、地元ケーブルテレビBTVとのコラボで伝えるというものである。

## 番組の終焉
- 2022年4月春改編に伴い、同年4月1日で終了し、後継番組として「てげビビ!」という番組タイトルがスタートした。

## 放送時間
- 2015年3月30日開始 - 2016年4月14日 月曜 - 金曜 18:10 - 19:00 （祝日・年末年始を除く）
- 2016年4月15日 - 2016年5月13日 月曜 - 金曜 18:30 - 19:00（NHK熊本放送局から熊本地震発生関連ニュースのため20分縮小）
- 2016年5月16日 - 2016年5月26日 月曜 - 金曜 18:20 - 19:00（10分拡大のため40分間放送）
- 2016年5月30日 - 2022年4月1日終了 月曜 - 金曜 18:10 - 19:00
  - 祝日・年末年始と重なる場合は休止し、18:45 - 18:59（年末年始は18:50 - 19:00）にNHK福岡放送局から『九州沖縄のニュース・気象情報』を放送。また、オリンピック期間中も同様に休止され、18:45 - 18:59に『NHKニュース宮崎645』（番組表上の表記タイトルは『ニュース・気象情報（宮崎）』）を放送する。
  - 2017年12月25日 - 12月28日、2018年5月1日・5月2日、同年8月13日 - 8月17日、同年12月25日 - 12月28日、2019年1月4日、同年8月13日 - 8月16日、2020年8月11日 - 8月14日、同年12月28日は平日ではあったが本番組が休止となり、18:45 - 18:59に『NHKニュース宮崎645』が放送された[1]。また、毎年8月9日が平日と重なる場合は18:10 - 18:45に長崎原爆の日関連の九州沖縄向け特集番組が組まれるため、35分繰り下げ・短縮（18:45 - 18:59）して放送される。
  - 2020年5月11日から5月22日（5月14日を除く）は、18:30 - 18:52に福岡発の「九州沖縄 新型コロナ関連ニュース」を内包した[2]。

## 歴代出演者

### キャスター
- 滑川和男（NHK宮崎放送局アナウンサー、メインキャスター・2020年3月30日 - 2022年4月1日）[3]
- 道上美璃（NHK宮崎放送局アナウンサー、隔週・2021年3月29日 - 2022年4月1日）[4]
- 夏田理央（隔週・2021年4月5日 - 2022年3月25日・2020年度までは、生活情報キャスター、宮崎を食べよう担当）
- 須賀桃子（生活情報キャスター・お天気キャスター）
- 佐々木桃子（生活情報キャスター・お天気キャスター）

### 過去の出演者
- 金子峻（隔週・現NHK山形放送局アナウンサー）
- 今村文女（現・久木山文女）（隔週・フリーアナウンサー、元NHK鹿児島放送局契約キャスター）
- 岡崎太希（隔週・キャスター降板後も不定期出演された、NHK岐阜放送局アナウンサー→NHK広島放送局アナウンサー[5]）
- 岩倉尚哉（気象予報士）
- 百野文（生活情報キャスター、宮崎を食べよう担当、2017年3月31日まで）
- 武本大樹（隔週・キャスター降板後も不定期出演された、2019年4月東京アナウンス室・2021年4月NHK広島放送局）
- 稲澤由記（生活情報キャスター、宮崎を食べよう担当）
- 矢野真由華（隔週・生活情報キャスター、宮崎を食べよう担当・ - 2020年2月28日）2020年3月31日退局
- 白鳥哲也（隔週・ 現鹿児島放送局アナウンサー・2016年4月11日 - 2020年3月19日）
- 中嶋空（隔週・2017年4月10日 - 2020年3月19日）2020年3月31日退局、現在TVQ九州放送（テレQ）契約アナウンサー。
- 中沢圭吾（隔週・2018年4月2日 - 2020年8月28日・2020年9月1日からはラジオセンターディレクター）
- 横山真里奈（隔週・2019年度まで生活情報キャスター、宮崎を食べよう担当、2020年3月30日 - 2021年3月19日）2021年3月31日退局、2021年4月からNHK山口放送局キャスター。
- 宮崎香子（隔週・ 前番組ニュースWAVE宮崎も2014年1月頃から担当・2015年4月6日 - 2021年3月26日・NHK宮崎退局・ 2010年4月入局、在局期間は11年間。NHK宮崎放送局の顔として活躍した）2021年12月1日からはフリーアナウンサーとして関東で活動再開。FIRST AGENT所属。
- 鏡和臣（2020年9月23日 - 2021年3月5日は隔週で出演、2021年度からは不定期も担当された）
- 黒田奈々（気象予報士）

## 主なコーナー
- てげスポ! - スポーツコーナー
- てげ探（帯企画）
- 九州・沖縄リポート（不定期）
- ビデオ町から村からプラス
- ウォッチ九州沖縄（不定期）
- 気象情報

### 過去のコーナー
- スポーツニュース（月曜日）
- お天気おじさんの空みてん（月曜日・金曜日）
- 九州沖縄 NHKニュース - 九州・沖縄地区のニュース。NHK福岡放送局のニューススタジオから放送。
- 宮崎を食べよう（開始初期は火曜・水曜・木曜、末期は月曜・火曜・水曜） - 稲澤・横山キャスター担当のコーナー。宮崎で採れる食材を使った料理を紹介する。
- おでかけ情報（月2回金曜日）
- 日めくりカレンダー
- 九州を食べよう（毎週金曜日）
- お天気 なな ふしぎ

## 備考
- 2020年下半期用の番組宣伝スポットとして、滑川が西都市銀鏡（しろみ）地区にある滝で流水に打たれながら「イブニング宮崎!イブニング宮崎!」と連呼する映像が制作された。

- こちらは宮崎県内のNHK総合テレビで番組の合間に随時放送されているほか、宮崎市内の商業施設「アミュプラザみやざき」前の広場・アミュひろばにある大型ビジョンでも日中1時間に10回程度の頻度で流されている。